# Сеццадіо
Сеццадіо (італ. Sezzadio, п'єм. Tsé) — муніципалітет в Італії, у регіоні П'ємонт,  провінція Алессандрія.
Сеццадіо розташоване на відстані близько 460 км на північний захід від Рима, 80 км на південний схід від Турина, 15 км на південь від Алессандрії.
Населення — 1282 особи (2014).
Щорічний фестиваль відбувається 4 жовтня. Покровитель — Sant'Innocenzo.

## Демографія
Населення за роками:

Станом на 1 січня 2023 року в муніципалітеті офіційно проживало 117 іноземців з 23 країн, серед них 70 громадян країн Євросоюзу та 1 громадянин України.

## Сусідні муніципалітети
- Карпенето
- Кассіне
- Кастельнуово-Борміда
- Кастельспіна
- Гамалеро
- Монтальдо-Борміда
- Предоза
- Ривальта-Борміда